# USS Jouett (DD-41)
USS Jouett (DD-41) – amerykański niszczyciel typu  Paulding  będący w służbie United States Navy w czasie I wojny światowej. Po wojnie służył w United States Coast Guard oznaczony jako (CG-13). Nazwa okrętu pochodziła od Jamesa Edwarda Jouetta.
Stępkę okrętu położono 7 marca 1911 w stoczni Bath Iron Works w Bath (Maine). Zwodowano go 15 kwietnia 1912, matką chrzestną była Marylee Nally. Jednostka weszła do służby 24 maja 1912 w Bostonie, pierwszym dowódcą został Lieutenant Commander W. P. Cronan.
"Jouett" dołączył do Flotylli Torpedowej Floty Atlantyku i operował w pobliżu wschodniego wybrzeża USA do początków 1914. Gdy rewolucja w Meksyku zaczęła grozić amerykańskim interesom i urzędnicy w Tampico aresztowali amerykańskich żołnierzy (później na szczeblu lokalnym incydent załagodzono bardzo szybko, ale na szczeblu międzynarodowym znacznie pogorszył panujące stosunki pomiędzy krajami) niszczyciel wspierał lądujących marines w Veracruz 21 kwietnia 1914. Wrócił na wschodnie wybrzeże po zakończeniu tej operacji i pełnił dalej normalną służbę do czasu wejścia Stanów Zjednoczonych do I wojny światowej w kwietniu 1917.
Okręt pełnił służbę patrolową na zatoce Delaware w kwietniu 1917 i wypełniał ten przydział do przejścia do Nowego Jorku 8 sierpnia 1917 jako eskorta pięciu transportowców wojska kierujących się do Francji. Po powrocie z Europy "Jouett" podjął obowiązki patrolowe i pełnił je do czasu przybycia do New London 15 stycznia 1918. Tam uczestniczył w próbach eksperymentalnego urządzenia wykrywającego okręty podwodne. Zakończył ten przydział 4 czerwca 1918 i do podpisania rozejmu operował ze specjalną grupą ZOP wzdłuż wschodniego wybrzeża USA.
Po wojnie "Jouett" pełnił normalną służbę ćwicząc i biorąc udział w manewrach floty do czasu wejścia do stoczni Philadelphia Naval Shipyard 20 lipca 1919. Został wycofany ze służby 24 listopada 1919 i pozostawał nieaktywny do czasu wypożyczenia Straży Przybrzeżnej 23 kwietnia 1924. Wrócił do Marynarki 22 maja 1931 i został sprzedany na złom firmie Michael Flynn Inc. z Brooklynu.